# Unió Popular (Rússia)
La Unió Popular (en rus: Народный Союз; Romanització: Narodnyy Soyuz) anteriorment conegut com a Partit del Renaixement Nacional "Voluntat del Poble" (rus: Партия Национального Возрождения «Народная Воля», romanitzat: Partiya Natsional'nogo Vozrozhdeniya «Narodnaya Volya») va ser un partit polític nacionalista i ultraconservador rus fundat al desembre de 2001. Va ser dirigit pel veterà polític Sergey Baburin. Al desembre de 2008 es va reorganitzar en la Unió Panpopular Russa.
Es va crear en unir quatre partits nacionalistes russos menors. Al setembre de 2003, Narodnaya Volya es va unir a Rodina i es va exercir sorprenentment bé en les eleccions legislatives russes de 2003. Molts consideraven a Narodnaya Volya com l'element més nacionalista i conservador de Rodina, llavors majoritàriament esquerrà, i diversos dels seus membres en el passat estaven associats amb moviments russos d'extrema dreta. Nou membres de Narodnaya Volya eren diputats de la Duma russa. A l'octubre de 2006, Narodnaya Volya, a diferència de la majoria de Rodina, no es va unir al partit Rússia Justa i va continuar sent una facció independent en la Duma.
Narodnaya Volya va declarar tenir vincles internacionals amb el Bloc d'Oposició Popular de Natalia Vitrenko, el Front Nacional dirigit per Jean-Marie Le Pen i el Partit Radical Serbi de Vojislav Šešelj. Els membres prominents del partit Narodnaya Volya inclouen a Viktors Alksnis, Nikolái Leónov i Aleksandr Rutskói.
El 26 de març de 2007, Narodnaya Volya es va unir a 13 petites organitzacions nacionalistes, cristianes ortodoxes i conservadores i el partit va passar a dir-se Unió Popular. El nou partit va declarar la seva intenció de participar en les eleccions legislatives russes de 2007, però finalment al no ser admesa va decidir recolzar al Partit Comunista de la Federació Russa, malgrat el seu ateisme.
Al 2008 es va transformar en associació pública i va passar a formar part del moviment sociopolític "Unió Panpopular Russa".